# 1723
| [ Edytuj tabelę ]              | |
| Król Polski                    | - 1709 August II Mocny 1733 |
| Król Afganistanu               | - 1715 Mahmud Chan 1725 |
| Współksiążęta Andory           | - 1714 Simeó de Guinda y Apéztegui 1737 - 1715 Ludwik XV 1774                                                                           |
| Elektor Bawarii                | - 1679 Maksymilian II Emanuel 1726 |
| Sułtan Brunei                  | - 1705 Hussin Kamaluddin 1730 |
| Cesarz Chin                    | - 1722 Yongzheng 1735 |
| Król Czech                     | - 1711 Karol VI Habsburg 1740 |
| Król Danii                     | - 1699 Fryderyk IV 1730 |
| Dalajlama                      | - 1708 Kelzang Gjaco 1757 |
| Cesarz Etiopii                 | - 1721 Bekaffa 1730 |
| Król Francji                   | - 1715 Ludwik XV 1774 |
| Król Hiszpanii                 | - 1700 Filip V 1724 |
| Landgraf Hesji-Kassel          | - 1670 Karol I Heski 1730 |
| Stadhouder Holandii            | - 1702 drugi okres bez stadhoudera 1747                                                                                                 |
| Szach Iranu                    | - 1722 Mahmud Chan 1725 |
| Państwo Wielkich Mogołów       | - 1720 Mohammed Szah 1748 |
| Król Irlandii                  | - 1714 Jerzy I Hanowerski 1727 |
| Cesarz Japonii                 | - 1709 Nakamikado 1735 |
| Kalif                          | - 1703 Ahmed III 1736 |
| Patriarcha Konstantynopola     | - 1716 Jeremiasz III 1726 |
| Władca Korei                   | - 1720 Kyŏngjong 1724 |
| Książę Liechtensteinu          | - 1721 Józef Jan 1732 |
| Sułtan Maroka                  | - 1672 Maulaj Isma’il 1727 |
| Książę Monako                  | - 1701 Antoni I 1731 |
| Król Nawarry                   | - 1710 Ludwik XV 1774 |
| Król Norwegii                  | - 1699 Fryderyk IV 1730 |
| Sułtan Omanu                   | - 1719 Sajf II ibn Sultan 1724 |
| Elektor Palatynatu             | - 1716 Karol III Filip 1742 |
| Papież                         | - 1721 Innocenty XIII 1724 |
| Książę Parmy i Piacenzy        | - 1694 Franciszek 1727 |
| Król Portugalii                | - 1706 Jan V 1750 |
| Król w Prusach                 | - 1713 Fryderyk Wilhelm I 1740 |
| Car Rosji                      | - 1682 Piotr I Wielki 1725 |
| Cesarz Rzymski (niemiecki)     | - 1711 Karol VI Habsburg 1740 |
| Kapitanowie Regenci San Marino | - 1722 Valerio Maccioni Pier Antonio Ugolini 1723 - 1723 Giuseppe Onofri Tommaso Ceccoli 1723 - 1723 Pietro Loli Giovanni Martelli 1724 |
| Elektor Saksonii               | - 1694 Fryderyk August I (król Polski) 1733                                                                                             |
| Król Sardynii                  | - 1720 Wiktor Amadeusz II 1730 |
| Król Szwecji                   | - 1720 Fryderyk I Heski 1751 |
| Król Tajlandii                 | - 1709 Tai Sa 1733 |
| Sułtan Turków                  | - 1703 Ahmed III 1730 |
| Doża Wenecji                   | - 1722 Sebastiano Mocenigo 1732 |
| Król Węgier                    | - 1711 Karol III 1740 |
| Monarcha Wielkiej Brytanii     | - 1714 Jerzy I 1727 |
| Premier Wielkiej Brytanii      | - 1721 Robert Walpole 1742 |

Rok 1723 / MDCCXXIII
stulecia: XVII wiek ~
XVIII wiek ~
XIX wiek

lata: 1713 «
1718 «
1719 «
1720 «
1721 «
1722 «
1723
» 1724
» 1725
» 1726
» 1727
» 1728
» 1733

## Wydarzenia w Polsce
- 9 stycznia – August II Mocny nadał prawa miejskie Białej (później dzielnica Bielska-Białej).
- Ryn i Kosów Lacki otrzymały prawa miejskie.

## Wydarzenia na świecie
- W Wielki Piątek miała miejsce premiera Pasji według św. Jana (BWV 245) Johanna Sebastiana Bacha

## Urodzili się
- 31 marca – Fryderyk V Oldenburg, król Danii i Norwegii (zm. 1766)
- 13 czerwca – Giovanni Antonio Scopoli, włoski lekarz i naturalista (chemik, mineralog, botanik i ornitolog) (zm. 1788)
- 16 lipca – Joshua Reynolds, malarz angielski (zm. 1792)
- 9 listopada - Anna Amalia, księżniczka pruska (zm. 1787)
- 19 grudnia - Susanne von Klettenberg, niemiecka diakonisa luterańska, autorka utworów religijnych (zm. 1774)
- 22 grudnia – Karl Friedrich Abel, niemiecki kompozytor i gambista (zm. 1787)
- data dzienna nieznana: 
  - Adam Smith, szkocki filozof, ekonomista (zm. 1790)

## Zmarli
- 5 kwietnia – Johann Bernhard Fischer von Erlach, austriacki architekt i rzeźbiarz (ur. 1656)
- 18 maja – Maria Kazimiera Sobieska, wnuczka Jana III Sobieskiego (ur. 1695)
- 26 sierpnia – Antoni van Leeuwenhoek, holenderski przyrodnik (ur. 1632)

## Święta ruchome
- Tłusty czwartek: 4 lutego
- Ostatki: 9 lutego
- Popielec: 10 lutego
- Niedziela Palmowa: 21 marca
- Wielki Czwartek: 25 marca
- Wielki Piątek: 26 marca
- Wielka Sobota: 27 marca
- Wielkanoc: 28 marca
- Poniedziałek Wielkanocny: 29 marca
- Wniebowstąpienie Pańskie: 6 maja
- Zesłanie Ducha Świętego: 16 maja
- Boże Ciało: 27 maja